# Studiehuis Sint Joseph

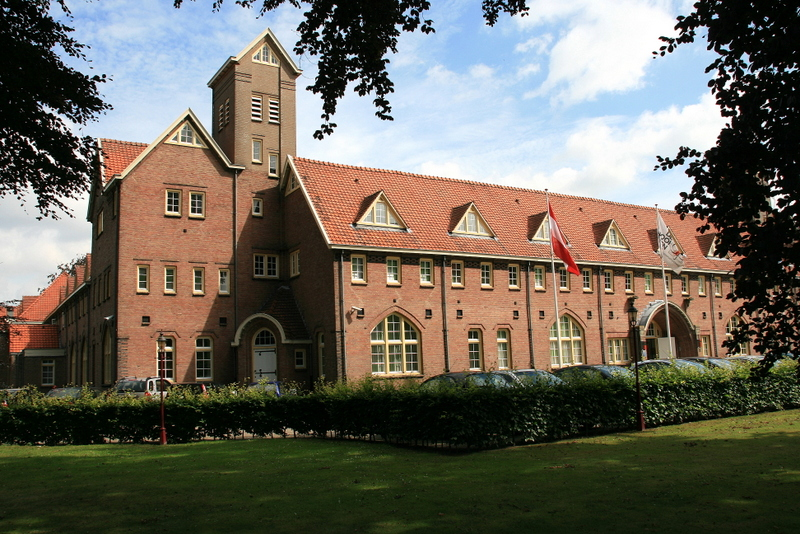
De Rooi Pannen

Het Studiehuis Sint Joseph was een kleinseminarie te Tilburg, gelegen aan de dr. Ahausstraat 1.

## Geschiedenis
Dit Kleinseminarie werd geleid door de paters Missionarissen van Mill Hill en was bedoeld voor het opleiden van priesters. Het bijbehorende klooster werd in 1914 gebouwd naar ontwerp van Jan van der Valk. In de jaren '60 van de 20e eeuw nam het aantal roepingen sterk af en ontwikkelde het instituut zich tot een reguliere onderwijsinstelling die in 1960 de naam Mill Hillcollege kreeg en een gymnasiumopleiding bood, oorspronkelijk een internaat. Eind jaren '60 kwamen er ook externe leerlingen. In 1973 werd het kleinseminarie gesloten en het Mill Hillcollege, nu een scholengemeenschap voor havo en vwo, verhuisde naar Goirle.

## De Rooi Pannen
In 1967 werd in het voormalige klooster een lagere detailhandelsschool opgericht, gevolgd door een middelbare detailhandelsschool in 1971 en een middelbare hotelschool in 1973. Deze scholen werden ondergebracht in het klooster, dat in 1973 werd opgeheven. Vanwege de kenmerkende rode dakpannen van het klooster kreeg de nieuwe onderwijsinstelling de naam De Rooi Pannen.
In 1987 werd de opleiding voor toerisme en recreatie toegevoegd, en later volgden opleidingen voor handel en horeca. Tegenwoordig biedt De Rooi Pannen mbo- en vmbo-opleidingen aan op het gebied van handel, horeca, toerisme, marketing, evenementenorganisatie en vormgeving. De instelling beschikt over een onderwijshotel, een winkelcentrum, een restaurant en een onderwijswinkel.

Ondanks de landelijke fusie van vakscholen in de jaren '90, waarbij veel scholen opgingen in ROC's, bleef De Rooi Pannen zijn eigen naam behouden. De onderwijsinstelling heeft nu ook vestigingen in Eindhoven (Kaakstraat 1) en Breda (Fellenoordstraat 93).